# 博物館站 (多倫多地鐵)
博物館站（英語：Museum Station）是一座多倫多地鐵央街－大學線車站，坐落加拿大安大略省多倫多市中心皇后公園（Queen's Park）和查理斯西街（Charles Street West）的交界處，於1963年2月28日聯同大學線一起開幕，以附近的皇家安大略博物館命名，並鄰近多倫多大學聖佐治校園的東北角。
博物館站的設計本與多倫多地鐵其它車站的分別不大，但在多倫多社群基金會（Toronto Community Foundation）的推动下，多倫多公車局在2000年代中期同意改建此車站，以突顯其接近皇家安大略博物館的特色。工程耗資500萬加元，當中200萬元由該組織從私人團體和商界籌募。改建後的車站於2008年4月8日揭幕，站内的支柱增添世界各地不同文化的設計特色，包括古埃及歐西里斯像、墨西哥古托爾特克文化的戰士外形、加拿大原住民建築支柱、希臘多立克式支柱和中國故宮的支柱。
下列由多倫多公車局營運的巴士線駛經博物館站：
- 5號阿梵奴道巴士線（Downtown/Avenue Road）
- 94號韋斯里巴士線（Wellesley）
- 142號市中心－阿梵奴道急行巴士線（Downtown/Avenue Road Express）

## 外部連結
- 维基共享资源上的相關多媒體資源：博物館站
- （英文）TTC Museum Station （页面存档备份，存于）－多倫多公車局網站 博物館站頁面